# Führerreserve
Führerreserve (читается фюреррезервэ; рус. командный резерв) — создаваемые во время Второй мировой войны высшими структурами вермахта резервы находившихся не у дел по состоянию здоровья или обвиненных в служебной некомпетентности офицеров, которые ждали новых назначений.
У видов войск нацистской Германии, групп армий и армий были свои командные резервы, о распределении которые решалось на местах. «Резервы фюреров», особенно во второй половине войны стали частично служить своеобразной почётной постоянной или временной «ссылкой» для попавших в немилость высшему командованию вермахта и лично Гитлеру.
Попавшие в этот резерв обязаны были находится в назначенных им населённых пунктах и быть зарегистрированы в соответствующих учреждениях (частях) без права командования, что фактически приравнивало их к отставке с сохранением им жалованья.
Примеры офицеров, бывших в командном резерве:
- генерал пехоты Мюллер Фридрих Вильхельм, трижды.
- генерал пехоты Вальтер Хам, трижды.
- генерал пехоты Карл фон Рок, выведенный до конца войны по состоянию здоровья (63 года) с формулировкой: «…не удовлетворяющий жёстких требований русской зимы….»
- Генерал-фельдмаршал Вальтер фон Браухич — начальник штаба сухопутных войск. Выведен в резерв после проигранной битвы за Москву по состоянию здоровья.